# The Wiggles

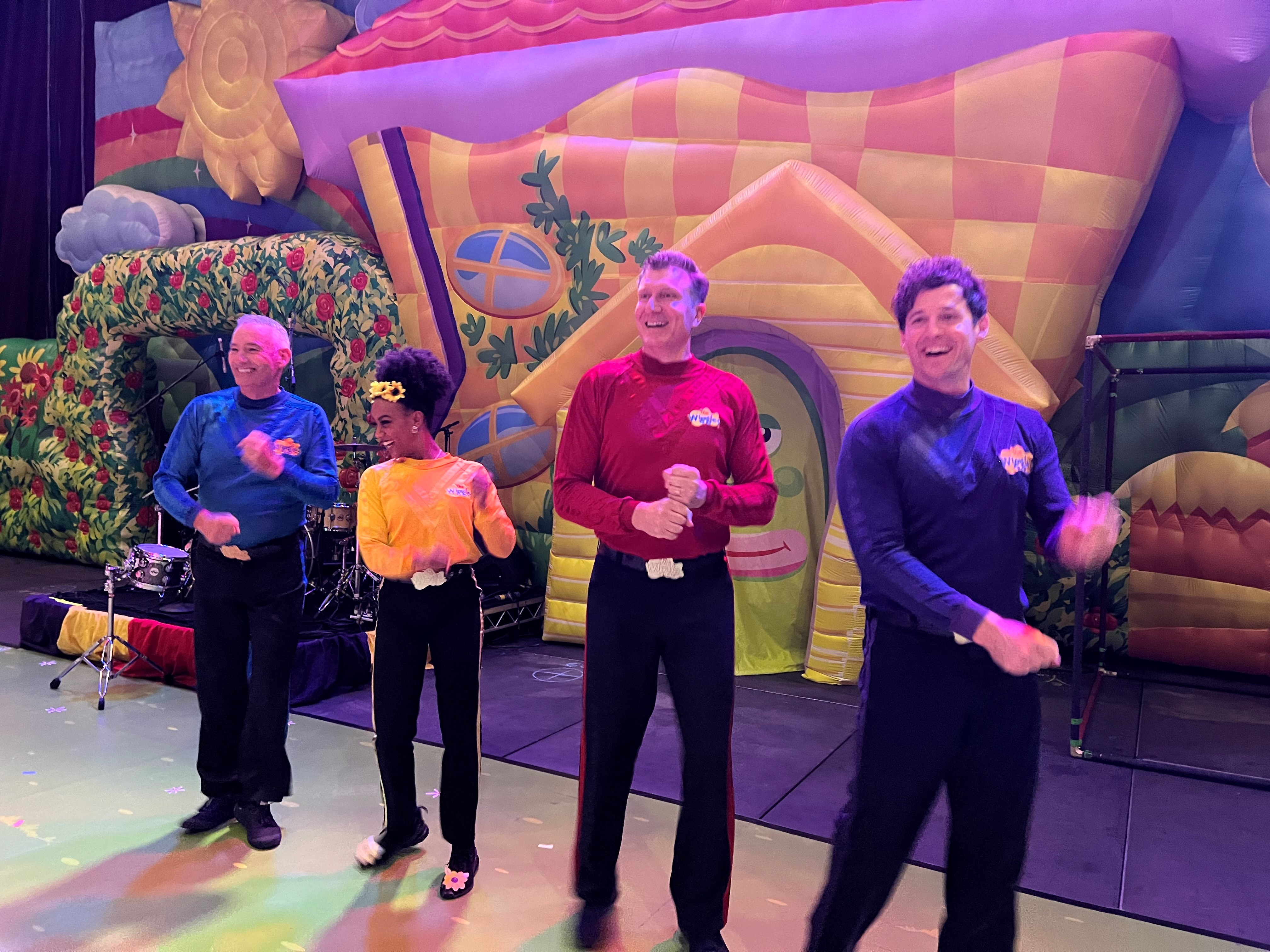
Concierto de los Wiggles hacia 2022

The Wiggles es una banda de Sídney, Australia, que está especializada en música destinada a niños en edad preescolar. El grupo es conocido internacionalmente por sus discos, vídeos y programas de televisión para niños. The Wiggles también han hecho giras por Australia, Nueva Zelanda, Reino Unido y Estados Unidos.
The Wiggles son particularmente conocidos en su Australia natal. Actualmente, son los australianos que más ganan en la industria del espectáculo. De acuerdo con estimaciones publicadas en 2006 en los medios australianos, The Wiggles tuvieron unos ingresos en 2005 mayores que AC/DC y Nicole Kidman juntos.
En 2022, invitaron al portero de la selección australiana Andrew Redmayne, debido a que los bailes que hizo en el repechaje contra Perú, estaban basados en ese grupo.

## En Latinoamérica

### Era Original

#### Versiones extranjeras
El 5 de octubre de 2000, un niño artista en Brasil llamado Xuxa pidió permiso y luego comenzó a hacer versiones de canciones de Wiggles en portugués. Sus vídeos tuvieron mucho éxito y demostraron que existían posibilidades reales de desarrollo de la música Wiggles en el extranjero.

#### Versiones adaptados
En septiembre de 2006 (en Uruguay, Colombia, Argentina, Venezuela y Perú) y mayo de 2007 (México, Costa Rica y Guatemala), se armó una versión exclusiva de la banda para Latinoamérica, incluye Brasil, con cuatro bailarines de ascendencia latina de la banda original. El programa fue transmitido por Playhouse Disney en Disney Channel.

#### Versión australiana original
Alrededor de 2002-2008, se lanzaron doblajes en español de The Wiggles en VHS, cubriendo la primera a la tercera serie de televisión, incluso los especiales Wiggle Time, Wiggly Safari y Space Dancing. Hubo rumores sobre la transmisión del doblaje en Discovery Kids alrededor de 2006.
Greg Page se perdió los shows del último día en el Madison Square Garden y se perdió el resto de los shows de otoño de 2005 debido a una operación de doble hernia y fue reemplazado por Brett Clarke y Sam Moran, pero estuvo presente durante toda la primavera de 2006 en EE. UU. recorrido. Se llevó a cabo el concierto de San Juan.

##### Era de Moran (2006-2011)
El 25 de enero de 2010, Playhouse Disney Channel empezó a emitir la serie Wiggle y aprende, que compila canciones de los especiales de la banda. El doblaje del programa recayó en los estudios argentinos Media Pro Com. Además, se doblaron varios de los especiales de la banda hasta 2011, excluyendo Brasil. Brasil transmite el video doblado al portugués.

#### Voces
- Carlos Celestre - Sam Wiggle
- Diego Alcalá - Anthony Wiggle
- Mario De Candia - Murray Wiggle
- Pablo Salla - Jeff Wiggle
- Laura Carbajal - Dorothy
- Diego Topa - Capitán
- Alejandro Gómez - Henry
- Adrián Odriozola - Wags
- Paloma Odriozola - Cartera
- Clara Cuba - Niña huarpiri en primera visita a Gawa
- Bianca Coira - Niña huarpiri en segunda visita a Gawa
- Pedro Colavino - Niño huarpiri
- Cristian Borzatto - Troy Cassar-Daley
- Irene Guiser - Kylie Minogue
- Pablo Gandolfo - Leo Sayer
- Gustavo Bonfigli - Voz adicional
- Tian Brass - Voz adicional
- Pablo Gandara - Voz adicional
- Pablo Gandolfo - Voz adicional
- Patricia Lago - Voz adicional
- Nelson Mansilla - Voz adicional
- Facundo Vitar - Voz adicional

- Irene Guiser - Dirección
- Sandra Brizuela - Traducción
- Fernando Argento - Audio

### Eras Inglesas

#### Emma Era
En 2018, la empresa Panita Productions, con sede en Australia, adquirió los derechos para localizar The Wiggles como Los Wiggles para América Latina, reviviendo efectivamente los Wiggles latinoamericanos. Nunca salió a la luz nada de Panita Productions.
9 años después de 2012, la adaptación fue transmitida el 6 de julio de 2021 por YouTube en Hispanoamérica una vez que Disney Channel dejó de transmitir nuevos episodios allí tras la transición de Sam.

#### Nueva Era
El 13 de julio de 2023, Globoplay Brasil fijó su fecha de estreno con el documental de Xuxa en portugués, mientras que el documental Wiggles se estrenó el 23 de octubre en Prime Video en Australia, Norteamérica y en todo el mundo con excepción del idioma portugués.

## En España
En 2007, El segundo serie de Los Wiggles se emitió en España con doblaje en un canal desconocido.
El 26 de abril de 2009, KidsCo transmitió los Wiggles en Europa para la segunda serie (con el doblaje de 2007) y "Wiggle y aprende" (serie 6) con la era original hasta el 31 de diciembre de 2013.

#### Voces (primer doblaje (2007))
- Julia Martínez Marín - Dorothy
- José Antonio Mazón - Wags

#### Voces (segundo doblaje (2009))
- Sergio Mesa - Sam Wiggle
- Ángel Del Río - Murray Wiggle
- Artur Rius - Jeff Wiggle
- Julia Chalmeta - Dorothy
- Vicente Gil - Capitán
- Carlos Sianes - Henry
- Daniel Oliver - Wags

- Audioprojects - Estudio de doblaje

## Miembros

### Miembros actuales
| Color    | Miembro                       |
| -------- | ----------------------------- |
| Rojo     | Simon Pryce Caterina Mete     |
| Amarillo | Tsehay Hawkins Evie Ferris    |
| Azul     | Anthony Field Lucia Field     |
| Morado   | Lachlan Gillespie John Pearce |

### Miembros anteriores
| Color     | Miembro                                         |
| --------- | ----------------------------------------------- |
| Rojo      | Murray Cook                                     |
| Amarillo  | Greg Page Emma Watkins Sam Moran Kelly Hamilton |
| Sin Color | Phillip Wilcher                                 |
| Morado    | Jeff Fatt                                       |

### Latinoamérica (2006-2007)
| Color    | Miembro                      |
| -------- | ---------------------------- |
| Rojo     | Francisco Madrid (Venezuela) |
| Amarillo | Fernando Moguel Jr. (México) |
| Azul     | Zoé Vélez (Uruguay)          |
| Morado   | Katty Villafuerte (Perú)     |

### Taiwán (2003-2007)
| Color    | Miembro                        |
| -------- | ------------------------------ |
| Rojo     | Anni Hsu Vivi Lin              |
| Amarillo | Carlos Chang James Arthur Chen |
| Azul     | James Arthur Chen Samuel Chung |
| Morado   | Danny Shao                     |